# Procaïne
La procaïne est un anesthésique local de la famille des amino-esters. Elle a été synthétisée en 1904 par Alfred Einhorn et son chlorhydrate a été commercialisé sous le nom de « Novocaïne ». Il avait été précédé par Carl Koller qui avait introduit la cocaïne comme anesthésique local pour la chirurgie oculaire. C'est Freud qui a le premier mis en lumière les propriétés de la cocaïne mais c'est Koller qui la reconnait comme utile pour les anesthésies médicales. Il démontre ainsi en 1884 son potentiel à la communauté scientifique. Il diminue ainsi les réflexes oculaires involontaires, et améliore l'intervention chirurgicale. Plus tard, la cocaïne est utilisée comme anesthésiant en dentisterie. Au XXe siècle, d'autres agents anesthésiants, notamment la lidocaïne, ont remplacé la cocaïne.

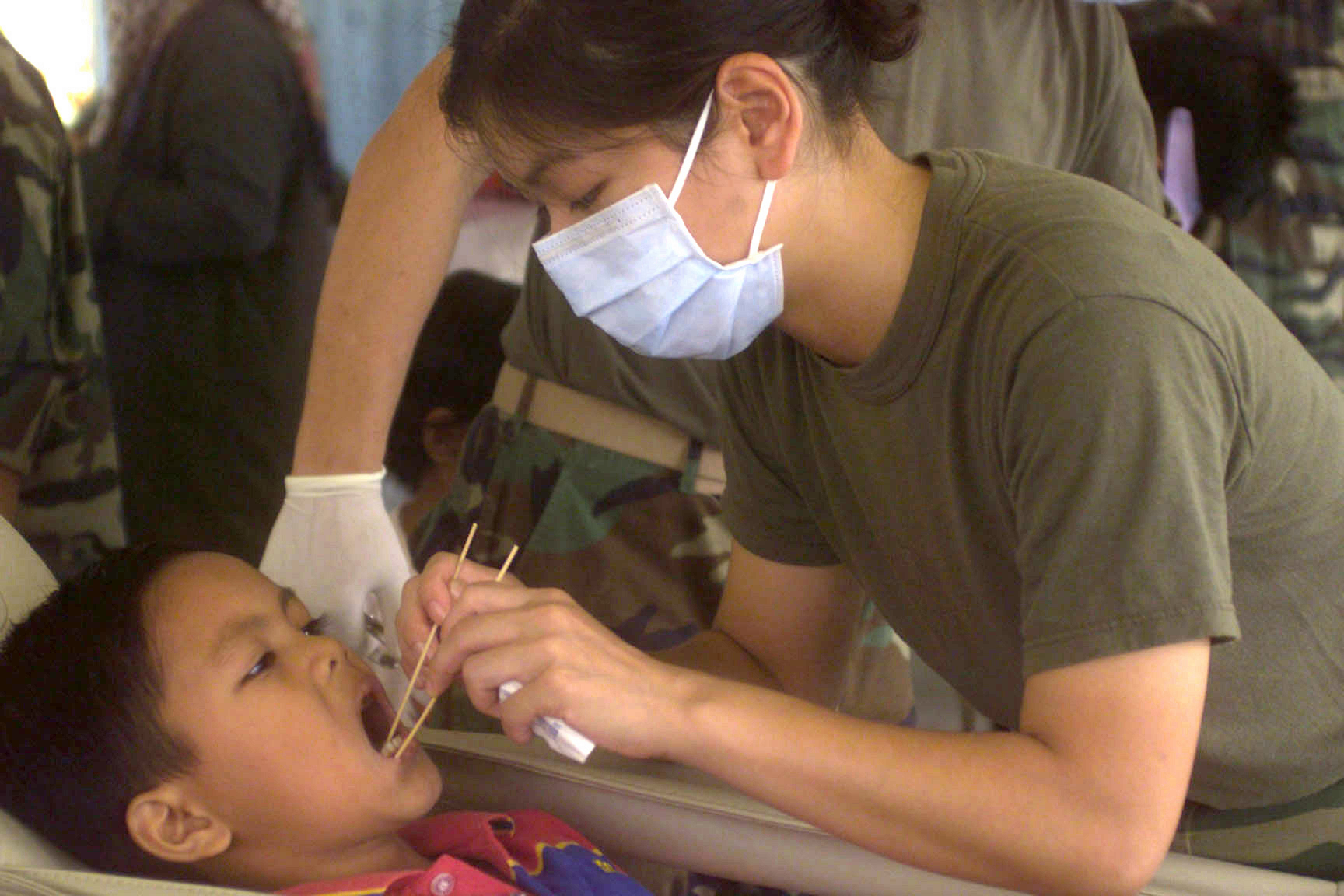
Application dentaire de procaïne avant une intervention.

Largement utilisée jusque dans les années 1960, elle a été abandonnée par les anesthésistes depuis des décennies au profit de nouveaux agents anesthésiques locaux moins toxiques et à durée d'action plus longue.
En usage médical, le docteur Ana Aslan de Roumanie met en évidence à partir de 1949 l'importance de la procaïne (associée à l'hématoporphyrine) dans l'amélioration des troubles dystrophiques liés à l'âge ainsi que dans les affections rhumatologiques. Son produit, baptisé KH3 sera commercialisé par la firme Scwartzhaupt de Cologne. Les recherches de F. Schedel révèlent une action thérapeutique marquée d'injections de novocaïne sur les patients irradiés.
En usage « récréatif », la procaïne est occasionnellement utilisée comme additif à des drogues illégales telles que la cocaïne.

## Synthèse
La procaïne peut être synthétisée de deux manières. D'une part, l'ester éthylique de l'acide 4-aminobenzoïque est mis à réagir avec le 2-diéthylaminoéthanol et l'éthanolate de sodium. D'autre part, l'autre synthèse implique l'oxydation du 4-nitrotoluène en l'acide 4-nitrobenzoïque. Ensuite, celui-ci réagit avec le chlorure de thionyle et le chlorure d'acyle résultant est ensuite estérifié avec le 2-diéthylaminoéthanol. Le groupe nitro est alors réduit par hydrogénation avec du nickel de Raney, un catalyseur,.

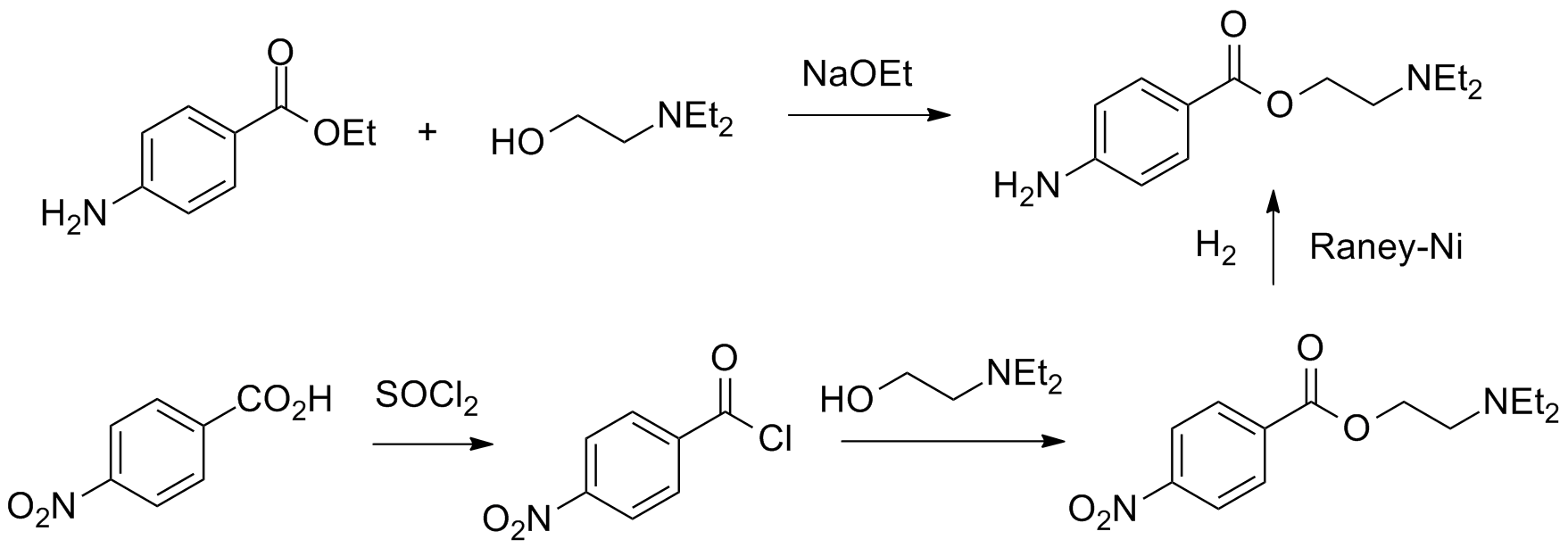
synthèse de la procaïne

## Culture populaire
La procaïne sous son nom commercial Novocaïne a inspiré deux films  et de nombreuses chansons parmi lesquelles Novocaine for the Soul du groupe Eels dans leur album Beautiful Freak, Give me Novocaine du groupe Green Day sur leur album American Idiot ou bien encore Holy Roller Novocaine du groupe Kings of Leon sur leur album Youth and Young Manhood.